# Darin/Diskografie
Diese Diskografie ist eine Übersicht über die musikalischen Werke des schwedischen Sängers Darin. Den Schallplattenauszeichnungen zufolge hat er bisher mehr als 1,4 Millionen Tonträger verkauft. Seine erfolgreichste Veröffentlichung ist die Single Ta mig tillbaka mit über 200.000 verkauften Einheiten.

## Alben

### Studioalben
| Jahr | Titel            | Höchstplatzierung, Gesamtwochen, AuszeichnungChartplatzierungen (Jahr, Titel, Platzierungen, Wochen, Auszeichnungen, Anmerkungen) | Höchstplatzierung, Gesamtwochen, AuszeichnungChartplatzierungen (Jahr, Titel, Platzierungen, Wochen, Auszeichnungen, Anmerkungen) | Höchstplatzierung, Gesamtwochen, AuszeichnungChartplatzierungen (Jahr, Titel, Platzierungen, Wochen, Auszeichnungen, Anmerkungen) | Anmerkungen                              |
| Jahr | Titel            | DE | AT | SE | Anmerkungen                              |
| ---- | ---------------- | --- | --- | --- | ---------------------------------------- |
| 2005 | The Anthem       | — | — | SE1 Gold · (28 Wo.)SE | Erstveröffentlichung: 16. Februar 2005   |
| 2005 | Darin            | — | — | SE1 Platin · (24 Wo.)SE | Erstveröffentlichung: 28. September 2005 |
| 2006 | Break the News   | DE89 (1 Wo.)DE | — | SE1 Gold · (7 Wo.)SE | Erstveröffentlichung: 22. November 2006  |
| 2008 | Flashback        | — | — | SE10 (5 Wo.)SE | Erstveröffentlichung: 3. Dezember 2008   |
| 2010 | Lovekiller       | — | — | SE1 Gold · (10 Wo.)SE | Erstveröffentlichung: 18. August 2010    |
| 2013 | Exit             | — | — | SE1 Gold · (18 Wo.)SE | Erstveröffentlichung: 31. Januar 2013    |
| 2013 | Tolkningarna     | — | — | SE43 (9 Wo.)SE |                                          |
| 2015 | Fjärilar i magen | — | — | SE1 Platin · (67 Wo.)SE | Erstveröffentlichung: 25. September 2015 |
| 2017 | Tvillingen       | — | — | SE1 Platin · (24 Wo.)SE | Erstveröffentlichung: 24. November 2017  |
| 2023 | En annan jag     | — | — | SE1 (26 Wo.)SE | Erstveröffentlichung: 15. September 2023 |

### Kompilationen
| Jahr | Titel        | Höchstplatzierung, Gesamtwochen, AuszeichnungChartplatzierungen (Jahr, Titel, Platzierungen, Wochen, Auszeichnungen, Anmerkungen) | Höchstplatzierung, Gesamtwochen, AuszeichnungChartplatzierungen (Jahr, Titel, Platzierungen, Wochen, Auszeichnungen, Anmerkungen) | Höchstplatzierung, Gesamtwochen, AuszeichnungChartplatzierungen (Jahr, Titel, Platzierungen, Wochen, Auszeichnungen, Anmerkungen) | Anmerkungen                          |
| Jahr | Titel        | DE | AT | SE | Anmerkungen                          |
| ---- | ------------ | --- | --- | --- | ------------------------------------ |
| 2013 | Tolkningarna | — | — | SE43 (10 Wo.)SE | Erstveröffentlichung: 1. Januar 2013 |

Weitere Kompilationen
- 2011: Original Album Classics
- 2012: The Collection
- 2012: Det bästa av

## Singles
| Jahr | Titel Album                                 | Höchstplatzierung, Gesamtwochen, AuszeichnungChartplatzierungen (Jahr, Titel, Album, Platzierungen, Wochen, Auszeichnungen, Anmerkungen) | Höchstplatzierung, Gesamtwochen, AuszeichnungChartplatzierungen (Jahr, Titel, Album, Platzierungen, Wochen, Auszeichnungen, Anmerkungen) | Höchstplatzierung, Gesamtwochen, AuszeichnungChartplatzierungen (Jahr, Titel, Album, Platzierungen, Wochen, Auszeichnungen, Anmerkungen) | Anmerkungen                                                 |
| Jahr | Titel Album                                 | DE | AT | SE | Anmerkungen                                                 |
| --- | ------------------------------------------- | --- | --- | --- | ----------------------------------------------------------- |
| 2005 | Money for Nothing The Anthem                | — | — | SE1 Platin · (21 Wo.)SE | Erstveröffentlichung: 27. Januar 2005                       |
| 2005 | Why Does It Rain The Anthem                 | — | — | SE5 (20 Wo.)SE | Erstveröffentlichung: 28. April 2005                        |
| 2005 | Step Up Darin                               | — | — | SE1 Gold · (26 Wo.)SE | Erstveröffentlichung: 8. September 2005                     |
| 2005 | Who’s That Girl Darin                       | — | — | SE6 (15 Wo.)SE | Erstveröffentlichung: 24. November 2005                     |
| 2006 | Want Ya! Darin                              | — | — | SE4 (16 Wo.)SE | Erstveröffentlichung: 26. Januar 2006                       |
| 2006 | Perfect Break The News                      | — | — | SE3 (12 Wo.)SE | Erstveröffentlichung: 19. Oktober 2006                      |
| 2007 | Everything But the Girl Break the News      | — | — | SE38 (4 Wo.)SE | Erstveröffentlichung: 1. Februar 2007                       |
| 2007 | Desire Break the News                       | DE53 (3 Wo.)DE | — | — | Erstveröffentlichung: 6. Mai 2007                           |
| 2007 | Insanity Break the News                     | DE20 (14 Wo.)DE | AT47 (12 Wo.)AT | — | Erstveröffentlichung: 14. Juli 2007                         |
| 2008 | Breathing Your Love Flashback               | — | — | SE2 Gold · (17 Wo.)SE | Erstveröffentlichung: 9. Oktober 2008 feat. Kat DeLuna      |
| 2009 | See U at the Club Flashback                 | — | — | SE12 (5 Wo.)SE | Erstveröffentlichung: 23. Januar 2009                       |
| 2009 | Runaway Flashback                           | — | — | SE11 (20 Wo.)SE | Erstveröffentlichung: 13. März 2009                         |
| 2009 | What If Flashback                           | — | — | SE51 (3 Wo.)SE | Erstveröffentlichung: 3. April 2009 feat. Friends           |
| 2009 | Viva La Vida Lovekiller                     | — | — | SE1 Gold · (23 Wo.)SE | Erstveröffentlichung: 9. Oktober 2009                       |
| 2010 | You’re Out of My Life Lovekiller            | — | — | SE3 Gold · (13 Wo.)SE | Erstveröffentlichung: 26. Februar 2010                      |
| 2010 | Can’t Stop Love Lovekiller                  | — | — | SE13 (3 Wo.)SE | Erstveröffentlichung: 18. Juni 2010                         |
| 2010 | Lovekiller                                  | — | — | SE6 (13 Wo.)SE | Erstveröffentlichung: 16. Juli 2010                         |
| 2012 | En apa som liknar dig Tolkningarna          | — | — | SE1 ×3Dreifachplatin · (23 Wo.)SE |                                                             |
| 2013 | Playing With Fire Exit                      | — | — | SE28 Gold · (4 Wo.)SE | Erstveröffentlichung: 1. Februar 2013                       |
| 2014 | Dream Away SOS Barnbyar – En resa för livet | — | — | SE30 Platin · (4 Wo.)SE | Erstveröffentlichung: 5. Januar 2014 feat. Eagle-Eye Cherry |
| 2015 | Ta mig tillbaka Fjärilar i magen            | — | — | SE11 ×5Fünffachplatin · (44 Wo.)SE | Erstveröffentlichung: 13. März 2015                         |
| 2015 | Juliet Fjärilar i magen                     | — | — | SE32 Platin · (15 Wo.)SE | Erstveröffentlichung: 14. Juli 2015                         |
| 2015 | Lagom Fjärilar i magen                      | — | — | SE79 Gold · (3 Wo.)SE | Erstveröffentlichung: 14. Juli 2015                         |
| 2017 | Ja må du leva Tvillingen                    | — | — | SE25 ×2Doppelplatin · (25 Wo.)SE | Erstveröffentlichung: 31. März 2017                         |
| 2017 | Tvillingen                                  | — | — | SE21 Platin · (21 Wo.)SE | Erstveröffentlichung: 15. September 2017                    |
| 2018 | Astronaut –                                 | — | — | SE70 (2 Wo.)SE | Erstveröffentlichung: 16. Februar 2018                      |
| 2018 | Identitetslös –                             | — | — | SE53 Gold · (2 Wo.)SE | Erstveröffentlichung: 26. Oktober 2018                      |
| 2019 | Hög –                                       | — | — | SE33 Platin · (9 Wo.)SE | Erstveröffentlichung: 22. März 2019                         |
| 2019 | Finns inga ord –                            | — | — | SE88 Gold · (1 Wo.)SE | Erstveröffentlichung: 3. Mai 2019                           |
| 2020 | En säng av rosor –                          | — | — | SE7 ×4Vierfachplatin · (79 Wo.)SE | Erstveröffentlichung: 15. Mai 2020                          |
| 2021 | Can’t Stay Away –                           | — | — | SE73 (1 Wo.)SE | Erstveröffentlichung: 28. Mai 2021                          |
| 2021 | Holding Me More –                           | — | — | SE64 (1 Wo.)SE | Erstveröffentlichung: 22. Oktober 2021                      |
| 2021 | What’s Christmas Anyway –                   | — | — | SE60 (3 Wo.)SE | Erstveröffentlichung: 26. November 2021                     |
| 2022 | Vi är på riktigt En annan jag               | — | — | SE25 (7 Wo.)SE | Erstveröffentlichung: 30. September 2022 mit Laleh          |
| 2022 | What’s the Point –                          | — | — | SE8 Gold · (19 Wo.)SE | Erstveröffentlichung: 11. November 2022                     |
| 2023 | Starkare En annan jag                       | — | — | SE20 Platin · (27 Wo.)SE | Erstveröffentlichung: 5. Mai 2023                           |
| 2023 | Satellit En annan jag                       | — | — | SE62 (1 Wo.)SE | Erstveröffentlichung: 4. August 2023                        |
| 2024 | Electric –                                  | — | — | SE40 (2 Wo.)SE | Erstveröffentlichung: 22. März 2024                         |
| 2024 | Moonlight –                                 | — | — | SE95 (1 Wo.)SE | Erstveröffentlichung: 24. Mai 2024                          |
| 2024 | Fantasi –                                   | — | — | SE48 (4 Wo.)SE | Erstveröffentlichung: 12. Juli 2024                         |
| 2025 | Det sista jag behöver –                     | — | — | SE34 (2 Wo.)SE | Erstveröffentlichung: 10. Januar 2025                       |
| 2025 | Mimosa –                                    | — | — | SE8 (… Wo.)SE | Erstveröffentlichung: 9. Mai 2025                           |
| Folgende Lieder erschienen nicht als Single, wurden aber durch das Album zum Download und Streaming bereitgestellt und konnten somit eine Platzierung erlangen: |                                             | | | |                                                             |
| |                                             | | | |                                                             |
| 2006 | Homeless Break the News                     | — | — | SE52 (1 Wo.)SE |                                                             |
| 2009 | Seasons Fly Flashback                       | — | — | SE57 (1 Wo.)SE |                                                             |
| 2010 | Microphone Lovekiller                       | — | — | SE6 (1 Wo.)SE |                                                             |
| 2012 | Stockholm Tolkningarna                      | — | — | SE13 Platin · (13 Wo.)SE |                                                             |
| 2012 | Astrologen Tolkningarna                     | — | — | SE2 ×3Dreifachplatin · (18 Wo.)SE |                                                             |
| 2012 | I Can’t Get You of My Mind Tolkningarna     | — | — | SE36 Gold · (4 Wo.)SE |                                                             |
| 2013 | Seven Days a Week Tolkningarna              | — | — | SE36 (3 Wo.)SE |                                                             |
| 2013 | Den sista sången En annan jag               | — | — | SE16 (10 Wo.)SE |                                                             |

Weitere Singles
- 2009: Karma
- 2012: Nobody Knows
- 2013: So Yours
- 2013: Check You Out
- 2014: All Our Babies (feat. Sophie Zelmani)
- 2014: Mamma Mia (feat. Prophet of 7Lions)
- 2017: Alla ögon på mig
- 2017: Rädda mig

## Statistik

### Chartauswertung
|                     | DE    | AT    | SE     |
| ------------------- | ----- | ----- | ------ |
| Nummer-eins-Alben   | DE—DE | AT—AT | SE8SE  |
| Top-10-Alben        | DE—DE | AT—AT | SE9SE  |
| Alben in den Charts | DE1DE | AT—AT | SE11SE |

|                       | DE    | AT    | SE     |
| --------------------- | ----- | ----- | ------ |
| Nummer-eins-Singles   | DE—DE | AT—AT | SE4SE  |
| Top-10-Singles        | DE—DE | AT—AT | SE15SE |
| Singles in den Charts | DE2DE | AT1AT | SE43SE |

### Auszeichnungen für Musikverkäufe
Anmerkung: Auszeichnungen in Ländern aus den Charttabellen bzw. Chartboxen sind in ebendiesen zu finden.
| Land/RegionAuszeichnungen für Musikverkäufe (Land/Region, Auszeichnungen, Verkäufe, Quellen) | Gold       | Platin       | Verkäufe  | Quellen              |
| -------------------------------------------------------------------------------------------- | ---------- | ------------ | --------- | -------------------- |
| Schweden (IFPI)                                                                              | 14× Gold14 | 27× Platin27 | 1.410.000 | sverigetopplistan.se |
| Insgesamt                                                                                    | 14× Gold14 | 27× Platin27 |           |                      |